# Allemagne au Concours Eurovision de la chanson 1973
L'Allemagne a participé au Concours Eurovision de la chanson 1973 le 25 mars à Luxembourg. C'est la 18e participation allemande au Concours Eurovision de la chanson.
Le pays est représenté par la chanteuse Gitte et la chanson Junger Tag, sélectionnées par la HR à travers la finale nationale Ein Lied für Luxemburg.

## Sélection

### Ein Lied für Luxemburg
Le radiodiffuseur allemand Hessischer Rundfunk (HR, « Radiodiffusion de la Hesse »), organise une finale nationale intitulée Ein Lied für Luxemburg (« Une chanson pour Luxembourg ») pour sélectionner l'artiste et la chanson représentant l'Allemagne au Concours Eurovision de la chanson 1973,.
La finale nationale, présentée par Edith Grobleben a lieu le 21 février 1973 aux studios de la HR à Francfort-sur-le-Main.
Douze chansons prennent part à cette finale nationale, interprétées par six artistes différents dans la langue nationale de l'Allemagne, l'allemand.

#### Finale
| Ordre | Artiste        | Chanson                      | Traduction                    | Points | Place |
| ----- | -------------- | ---------------------------- | ----------------------------- | ------ | ----- |
| 1     | Michael Holm   | Das Beste an Dir             | La meilleure chose de toi     | 25     | 9     |
| 2     | Tonia          | Mir gefällt diese Welt       | Le monde me plaît             | 30     | 7     |
| 3     | Inga & Wolf    | Manchmal                     | Parfois                       | 32     | 6     |
| 4     | Roberto Blanco | Ich bin ein glücklicher Mann | Je suis un homme heureux      | 34     | 4     |
| 5     | Gitte          | Junger Tag                   | Jeune journée                 | 40     | 1     |
| 6     | Cindy & Bert   | Wohin soll ich geh'n         | Où dois-je aller              | 26     | 8     |
| 7     | Michael Holm   | Glaub daran                  | Crois-le                      | 19     | 12    |
| 8     | Tonia          | Sebastian                    | –                             | 39     | 2     |
| 9     | Inga & Wolf    | Schreib ein Lied             | Écris une chanson             | 36     | 3     |
| 10    | Roberto Blanco | Au revoir, auf wiedersehen   | –                             | 24     | 11    |
| 11    | Gitte          | Hallo! Wie geht es Robert?   | Bonjour ! Comment va Robert ? | 33     | 5     |
| 12    | Cindy & Bert   | Zwei Menschen und ein Weg    | Deux personnes et un chemin   | 25     | 9     |

Lors de cette sélection, c'est la chanson Junger Tag interprétée par Gitte qui fut choisie. Le chef d'orchestre sélectionné pour l'Allemagne à l'Eurovision 1973 est Günther-Eric Thöner.

## À l'Eurovision
Chaque pays a un jury de deux personnes. Chaque juré attribue entre 1 et 5 points à chaque chanson.

### Points attribués par l'Allemagne
| 9 points | Espagne                                           |
| 7 points | Israël Luxembourg Royaume-Uni                     |
| 6 points | Finlande Norvège                                  |
| 5 points | Italie Pays-Bas Portugal Suède                    |
| 4 points | Belgique France Irlande Monaco Suisse Yougoslavie |

### Points attribués à l'Allemagne
| 10 points                                    | 9 points                         | 8 points | 7 points                       | 6 points                     |
| -------------------------------------------- | -------------------------------- | -------- | ------------------------------ | ---------------------------- |
|                                              | - Espagne                        |          | - France - Luxembourg - Suisse | - Irlande - Portugal - Suède |
| 5 points                                     | 4 points                         | 3 points | 2 points                       |                              |
| - Belgique - Monaco - Pays-Bas - Royaume-Uni | - Israël - Norvège - Yougoslavie | - Italie | - Finlande                     |                              |

Gitte interprète Junger Tag en quatrième position lors de la soirée du concours, suivant le Portugal et précédant la Norvège.
Au terme du vote final, l'Allemagne termine 8e (à égalité avec Monaco) sur les 17 pays participants, ayant reçu 107 points au total,.